# Matsuno Taiki
Matsuno Taiki (松野 太紀 Matsuno Taiki, Tùng Dã Thái Kỉ), 16 tháng 10 năm 1967 – 26 tháng 6 năm 2024) là một seiyū Nhật Bản. Anh làm việc ở Aoni Production.

## Vai lồng tiếng nổi bật
- Agumon trong Digimon Savers
- Koga trong InuYasha
- Hajime Kindaichi trong Kindaichi Case Files (except first movie)
- Hiroshi (OVA) và Hiroto Majima (TV) trong Magical Girl Pretty Sammy
- Nishiwaki & Beshimi trong Ruroni Kenshin
- Pegasus trong Sailor Moon Super S
- Jun Manjoume trong Yu-Gi-Oh! Duel Monsters GX
- Lafitte, Canpacino, Hildon trong One Piece
- Echoes trong Boogiepop Phantom
- Igtenos Mindarde trong Tales of Destiny (PS2 remake)
- Kikunojo Ota trong Sakura Wars
- Tsuru Tsurina the IV trong Bobobo-bo Bo-bobo
- Ling Tong trong Dynasty Warriors 5
- Tart trong Fresh Pretty Cure!

### Tokusatsu
- SpellMaster Pierre trong Kyuukyuu Sentai GoGo-V
- Shurikenger trong Ninpuu Sentai Hurricaneger
- Garim the Gremlin trong Mahou Sentai Magiranger
- Rūtsu trong Juken Sentai Gekiranger
- Celadon Frog trong Kamen Rider Hibiki Hyper Video